# Décès en mars 1974
Décès
- 1970
- 1971
- 1972
- 1973
- 1974
- 1975
- 1976
- 1977
- 1978

Pour une information complémentaire, voir la page d'aide.

| Date    | Nom              | Pays                   | Activités                               | Âge | Source |
| ------- | ---------------- | ---------------------- | --------------------------------------- | --- | ------ |
| 6 mars  | Frieda Hauswirth | Drapeau de la Suisse   | Écrivaine, peintre et féministe suisse. | 88  |        |
| 31 mars | Victor Boin      | Drapeau de la Belgique | Sportif belge.                          | 88  |        |